# Пушкино (Нуримановский район)
Пу́шкино — деревня в Нуримановском районе Башкортостана, входит в состав Красноключевского сельсовета. Основана в октябре 2010 года.

## География
Деревня находится на правом берегу реки Уфа, напротив южной части села Красный Ключ.

## Географическое положение
Расстояние по автодорогам до:
- районного центра (Красная Горка): 52 км,
- центра сельсовета (Красный Ключ): 0,5 км,
- ближайшей ж/д станции (Иглино): 104 км.

## Население
| 2010 | 2017 |
| ---- | ---- |
| 0    | →0   |